# Algolagnia

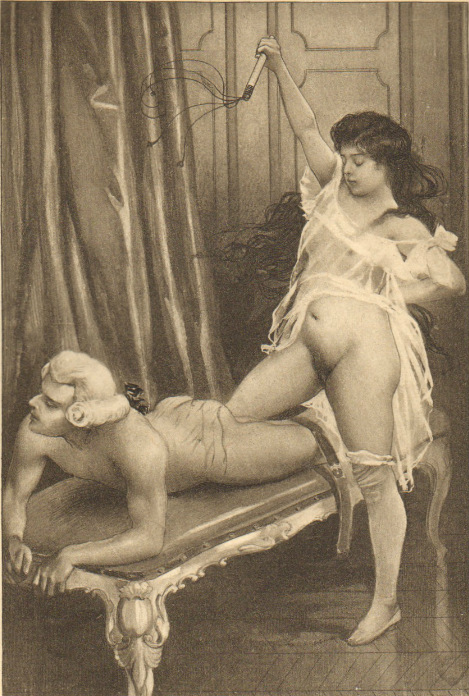
Imagem ilustrativa (sexo x dor).

Algolagnia é uma parafilia sexual que consiste principalmente em sofrer dor, geralmente na zona erógena, para conseguir chegar ao orgasmo.

Estudos realizados indicam diferenças na forma como os cérebros de pessoas com algolagnia interpretam o ato sexual em si.